# بيت الأقرع (الرضمة)

تعديل مصدري - تعديل

بيت الأقرع هي إحدى قرى عزلة كحلان بمديرية الرضمة التابعة لمحافظة إب، بلغ تعداد سكانها 417 نسمة حسب تعداد اليمن لعام 2004.